# Pink Friday 2
Pink Friday 2 (укр. «Рожева П'ятниця 2») — це п'ятий студійний альбом американської реперки Нікі Мінаж, яка народилася в Тринідад і Тобаго, що вийшов 8 грудня 2023 року в символічну дату — у день народження виконавиці, лейбли Young Money Entertainment і Republic Records. Цей альбом є сиквелом дебютного альбому Мінаж, що мав назву Pink Friday (2010), а також її першим студійним альбомом за п'ять років, після випуску її четвертого студійного альбому Queen (2018). Альбом представлений 22 піснями, 3 з яких — сингли. Включає колаборації з Дрейком, Ліл Уейном, Ліл Узі Вертом, Ф'ючером, Дж. Колом та іншими виконавцями.
Після релізу Pink Friday 2 дебютував під номером один у Billboard 200, зробивши Мінаж першою реперкою із трьома альбомами номер один. Він заробив 228 000 одиниць в еквіваленті альбому за перший тиждень, причому 92 000 припадає на чисті продажі альбомів, і досяг найбільшого тижня продажів вінілових пластинок реперкою в історії.

## Передісторія
28 червня 2019 року Нікі Мінаж з'явилася на шоу Джиммі Феллона «The Tonight Show Starring Jimmy Fallon» (укр. Нічне шоу з Джиммі Феллоном), де вона заявила: «Звичайно, є новий альбом»; однак вона продовжувала зазначати, що офіційної дати випуску на той час не було.
Перший тизер альбому був опублікований 29 червня 2020 року, після того, як Мінаж написала на своїй сторінці у твіттері «PF2», тобто ініціали альбому.

### Анонс
20 травня 2023 року на своїй сторінці у інстаграм Нікі Мінаж створила опитувальник, де не було питання, а варіантами відповідей були назви чотирьох її студійних альбомів: Pink Friday, Roman Reloaded, The Pinkprint, Queen. Найбільшу кількість голосів набрав альбом Pink Friday.
5 червня 2023 року на своїй сторінці у твіттері Мінаж написала «10/20/23 The Album», зазначивши, що її п'ятий студійний альбом вийде 20 жовтня 2023 року. Назву майбутнього альбому виконавиця не розкрила.
Вже 29 червня вона заявила, що альбом буде називатися Pink Friday 2, на честь її дебютного альбому Pink Friday, а також повідомила, що перенесла дату релізу на 17 листопада 2023 року.
4 вересня 2023 року у своїх соціальних мережах виконавиця виклала один з двох варіантів обкладинки до цього альбому, а вже 6 вересня поділилася й другою.
9 жовтня Мінаж заявила, що тепер кожна п'ятниця буде «рожевою», зазначаючи, що робитиме певні невеличкі сюрпризи для своїх прихильників щоп'ятниці до моменту виходу альбому Pink Friday 2.
24 жовтня у своєму етері в інстаграм Нікі сказала, що реліз альбому перенесено на 8 грудня, у зв'язку із затримкою виготовлення вінілів.

## Сингли

### Лід-сингл
Пісня «Super Freaky Girl» вийшла як лід-сингл альбому Pink Friday 2 12 серпня 2022 року. Він став першою сольною жіночою реп-піснею, яка дебютувала під номером один в US Billboard Hot 100 у 21 столітті.

### Сингли
3 березня 2023 року Нікі Мінаж випустила новий промо сингл «Red Ruby da Sleeze», який вона назвала своїм «вуличним записом» перед своїм «наступним офіційним синглом».
Сингл «Last Time I Saw You» вийшов як другий сингл альбому 1 вересня 2023 року. Пісня посіла 23 місце в Hot 100 і шосте місце в чарті Hot R&B/Hip-Hop Songs.
12 вересня Мінаж виконала пісню «Last Time I Saw You» на церемонії вручення нагород MTV Video Music Awards 2023, де вона також представила новий трек з альбому під назвою «Big Difference» як сюрприз.

### Інші сингли
20 березня 2022 року на своїй сторінці у інстаграм Нікі виклала відео, де грає частина її нової пісні, з підписом:
I told @bigfenditv this song is scrapped from the album & we just had a hour long argument @papiyerr on the beat (укр. Я сказала Біг Фенді, що ця пісня знята з альбому (мається на увазі альбом Pink Friday 2), і ми мали годиину сварку. Papiyerr на бітах).
Вже 25 березня 2022 року Мінаж випустила цю пісню синглом під назвою «We Go Up», за участі репера Fivio Foreign.

## Делюксові видання
15 грудня 2023 року вийшов Pink Friday 2 (Gag City Deluxe), доповнений двома бонус-треками: «Beep Beep» (за участі репера 50 Cent) та «Love Me Enough» (за участі виконавиць Моніки та Кіши Коул).
13 січня 2024 був опублікований Pink Friday 2 (Gag City PLUTO Edition), що містив 24 пісні з Pink Friday 2 (Gag City Deluxe) та один новий трек «Press Play» за участі виконавця Ф'ючера, який вже був присутній на альбомі у пісні «Nicki Hendrix».
Перед початком другої гілки Pink Friday 2 World Tour, 27 серпня 2024 року Нікі Мінаж повідомила, що 13 вересня 2024 року буде випущене делюксове видання альбому Pink Friday 2: Gag City Reloaded. За декілька днів до дня релізу виконавиця відмовилася від ідеї опублікувати делюкс, мотивуючи це ідеєю створення нового студійного альбому Pink Friday 3 замість цього, оскільки велика кількість пісень на делюксовій версії не є доречною. 
8 листопада 2024 року Оніка повернулася з ідеєю випустити 13 грудня 2024 року, на річницю виходу Pink Friday 2, делюксову версію альбому, але під новою назвою Pink Friday 2 – The Hiatus, підкреслюючи тривалу відпустку від музики після релізу (так званий «гіатус»). Без пояснень від виконавиці, релізу не відбулося. 

## Тур
17 листопада Нікі Мінаж повідомила міста, в яких вона виступить в межах туру «Pink Friday 2 WORLD TOUR» на підтримку свого п'ятого студійного альбому Pink Friday 2, що відбудеться вже у 2024 році. Тур відбудеться в таких країнах: США, Канаді, Великій Британії, Франції, Німеччині та Нідерландах.
11 грудня виконавиця анонсувала дати туру: він відбудеться з 1 березня по 7 червня, з можливим додаванням дат.
16 січня 2024 року Нікі Мінаж виклала пост, де поділилася новими датами та містами туру, розширивши його на дві європейські країни — Данію та Швецію, інші міста в Штатах та Великій Британії, а також проведення повторних концертів через великий попит на квитки. Замість 7 червня тур заплановано завершити 12 червня.
21 лютого до туру було включено нові країни Європи — Італію, Польщу, Бельгію та Португалію.
26 лютого до туру додано Ірландію.
Тур завершився 11 жовтня 2024 року. Останній концерт пройшов у Квінз, Нью-Йорк.  З валовими зборами понад 108,8 млн дол. США на основі 70 концертів, Pink Friday 2 World Tour є найкасовішим концертним туром серед усіх концертів, що проводилися репершами, та кар’єри Мінаж загалом, а також четвертим найкасовішим туром репера чи хіп-хоп виконавця. 

## Трек-лист
| «Pink Friday 2» - трек-лист цифрового видання | «Pink Friday 2» - трек-лист цифрового видання         | «Pink Friday 2» - трек-лист цифрового видання                                                                                                 | «Pink Friday 2» - трек-лист цифрового видання     | «Pink Friday 2» - трек-лист цифрового видання |
| #                                             | Назва                                                 | Автор | Продюсери та продюсерки                           | Тривалість                                    |
| --------------------------------------------- | ----------------------------------------------------- | --- | ------------------------------------------------- | --------------------------------------------- |
| 1.                                            | «Are You Gone Already»                                | Onika Maraj Finneas O'Connell | Finneas                                           | 4:30                                          |
| 2.                                            | «Barbie Dangerous»                                    | Maraj Joshua Goods Kameron Cole Kendall Taylor Christopher Wallace Anthony Henderson Bryon McCane Steven Howse Sean Combs Steven Jordan       | Tate Kobang Hollywood Cole YG! Beats              | 2:12                                          |
| 3.                                            | «FTCU»                                                | Maraj Juaquin Malphurs Joshua Luellen Jacob Canady                                                                                            | ATL Jacob                                         | 2:52                                          |
| 4.                                            | «Beep Beep»                                           | Maraj Shane Lindstrom Gavin Valencia | Murda Beatz OJ Finessey                           | 1:35                                          |
| 5.                                            | «Fallin 4 U»                                          | Maraj Canady Darryon Bunton | ATL Jacob DB!                                     | 3:50                                          |
| 6.                                            | «Let Me Calm Down» (featuring J. Cole)                | Maraj Jermaine Cole Canady Derrick Miller Ofer Ishai                                                                                          | ATL Jacob Hendrix Smoke Kuji                      | 4:04                                          |
| 7.                                            | «RNB» (featuring Lil Wayne and Tate Kobang)           | Maraj Dwayne Carter Goods Taylor Tomislav Ratešić                                                                                             | Kobang YG! Beats Dystinkt Beats                   | 3:04                                          |
| 8.                                            | «Pink Birthday»                                       | Maraj Matthew Samuels Amir Sims Chase Lieberman Shubhkarman Pruthi Jacques Webster Leland Wayne Michael Dean Sonny Uwaezuoke Peter Mellin     | Boi-1da Fierce Apollo Parker 116                  | 2:08                                          |
| 9.                                            | «Needle» (featuring Drake)                            | Maraj Aubrey Graham Samuels Johann Deterville Rahiem Hurlock                                                                                  | Boi-1da YogiTheProducer                           | 3:55                                          |
| 10.                                           | «Cowgirl» (featuring Lourdiz)                         | Maraj Alyssa Cantu Łukasz Gottwald Rocco Valdes Ryan Ogren                                                                                    | Dr. Luke                                          | 3:36                                          |
| 11.                                           | «Everybody» (featuring Lil Uzi Vert)                  | Maraj Symere Woods Isaiah Henry Goods Jesper Mortensen                                                                                        | DJ Smallz 732 Kobang [c]                          | 3:00                                          |
| 12.                                           | «Big Difference»                                      | Maraj Michael Mulé Isaac De Boni Keanu Torres Jahmal Gwin Marcus Slade Derrick Gray                                                           | FnZ Keanu Beats BoogzDaBeast Slade Da Monsta      | 3:11                                          |
| 13.                                           | «Red Ruby da Sleeze»                                  | Maraj Kevin Price Darryl McCorkell Goods Kirsten Spencer Josiah Muhammad Irvin Winslow Lumidee Cedeño Teddy Mendez Edwin Perez Steven Marsden | Go Grizzly Cheeze Beatz                           | 3:34                                          |
| 14.                                           | «Forward from Trini» (featuring Skillibeng and Skeng) | Maraj Emwah Warmington Kevon Douglas Sebastian Loers Emelio Lynch Rowan Melhado Dave Kelly                                                    | Basbeats Melio Sounds [a]                         | 2:33                                          |
| 15.                                           | «Pink Friday Girls»                                   | Maraj Jeremy Reid Cantu Ogren Robert Hazard                                                                                                   | J Reid                                            | 2:46                                          |
| 16.                                           | «Super Freaky Girl»                                   | Maraj Gottwald Lauren Miller Vaughn Oliver Aaron Joseph Gamal Lewis James Johnson Jr. Alonzo Miller                                           | Dr. Luke Malibu Babie Oliver Joseph               | 2:50                                          |
| 17.                                           | «Bahm Bahm»                                           | Maraj Goods Jessica Carpenter | Kobang Jess Carp                                  | 2:21                                          |
| 18.                                           | «My Life»                                             | Maraj Don Cannon Sean Momberger Goods Deborah Harry Christopher Stein                                                                         | Don Cannon Momberger                              | 2:44                                          |
| 19.                                           | «Nicki Hendrix» (featuring Future)                    | Maraj Nayvadius Wilburn Brandon Hamlin Vincent Shaw                                                                                           | B Ham Vincent "Life" Shaw                         | 4:24                                          |
| 20.                                           | «Blessings» (featuring Tasha Cobbs Leonard)           | Maraj Natasha Leonard Benjamin Saint Fort Jeremiah Raisen Christian Astrop                                                                    | Bnyx SadPony Beau Nox                             | 3:34                                          |
| 21.                                           | «Last Time I Saw You»                                 | Maraj Canady Lesidney Ragland Colin Franken Miller Alex Bak                                                                                   | ATL Jacob TooDope! Frankie Bash Hendrix Smoke Bak | 3:36                                          |
| 22.                                           | «Just the Memories»                                   | Maraj Georges Olivier Habib Defoundoux Moses Davis Lynford Marshall Colin York John Bristol Jerry Butler James Dean John Glover               | Bone Collector Defoundoux                         | 3:55                                          |
| 70:14                                         |                                                       | |                                                   |                                               |

| Pink Friday 2 - бонус-треки цифрового делюкс-видання Gag City | Pink Friday 2 - бонус-треки цифрового делюкс-видання Gag City | Pink Friday 2 - бонус-треки цифрового делюкс-видання Gag City | Pink Friday 2 - бонус-треки цифрового делюкс-видання Gag City | Pink Friday 2 - бонус-треки цифрового делюкс-видання Gag City |
| #                                                             | Назва                                                         | Автор                                                         | Продюсери та продюсерки                                       | Тривалість                                                    |
| ------------------------------------------------------------- | ------------------------------------------------------------- | ------------------------------------------------------------- | ------------------------------------------------------------- | ------------------------------------------------------------- |
| 23.                                                           | «Beep Beep» (разом з 50 Cent)                                 | Maraj Jackson Lindstrom Valencia                              | Murda Beatz Finessey                                          | 2:27                                                          |
| 24.                                                           | «Love Me Enough» (разом з Monica та Keyshia Cole)             | Milano L'Étranger Tranter Maraj Vojtesak Lindstrom Monét      | Murda Beatz Charlie Handsome L'Étranger                       | 3:50                                                          |
| 76:31                                                         |                                                               |                                                               |                                                               |                                                               |

| Pink Friday 2 бонус-трек Gag City цифрового видання Pluto | Pink Friday 2 бонус-трек Gag City цифрового видання Pluto | Pink Friday 2 бонус-трек Gag City цифрового видання Pluto | Pink Friday 2 бонус-трек Gag City цифрового видання Pluto | Pink Friday 2 бонус-трек Gag City цифрового видання Pluto |
| #                                                         | Назва                                                     | Автор                                                     | Продюсери та продюсерки                                   | Тривалість                                                |
| --------------------------------------------------------- | --------------------------------------------------------- | --------------------------------------------------------- | --------------------------------------------------------- | --------------------------------------------------------- |
| 25.                                                       | «Press Play» (разом з Future)                             | Maraj Canady Wilburn                                      | ATL Jacob                                                 | 3:21                                                      |
| 79:52                                                     |                                                           |                                                           |                                                           |                                                           |

| Pink Friday 2 - трек-лист фізичного видання | Pink Friday 2 - трек-лист фізичного видання | Pink Friday 2 - трек-лист фізичного видання | Pink Friday 2 - трек-лист фізичного видання       | Pink Friday 2 - трек-лист фізичного видання |
| #                                           | Назва                                       | Автор | Продюсери та продюсерки                           | Тривалість                                  |
| ------------------------------------------- | ------------------------------------------- | --- | ------------------------------------------------- | ------------------------------------------- |
| 1.                                          | «Just the Memories»                         | Maraj Olivier Defoundoux Davis Marshall York Bristol Butler J. Dean Glover                                                                                   | Bone Collector Defoundoux                         | 3:55                                        |
| 2.                                          | «Big Difference»                            | Maraj Mulé De Boni Torres Gwin Slade Gray | FnZ Keanu Beats BoogzDaBeast Slade Da Monsta      | 3:11                                        |
| 3.                                          | «Red Ruby da Sleeze»                        | Maraj Go Grizzly Cheeze Beatz Tate Kobang Lumidee Cedeño Kirsten Allyssa Spencer Teddy Mendez Steven Marsden Josiah Nasir Muhammad Irvin Winslow Edwin Perez | Go Grizzly Cheeze Beatz Kobang                    | 3:34                                        |
| 4.                                          | «My Life»                                   | Maraj Cannon Momberger Goods Harry Stein | Cannon Momberger                                  | 2:44                                        |
| 5.                                          | «RNB» (Разом з Lil Wayne та Tate Kobang)    | Maraj Carter Goods Taylor Ratešić | Kobang YG! Beats Dystinkt Beats                   | 3:04                                        |
| 6.                                          | «Fallin 4 U»                                | Maraj Canady Bunton | ATL Jacob DB!                                     | 3:50                                        |
| 7.                                          | «Last Time I Saw You»                       | Maraj Jacob Canady Alex Bak Colin Franken Derrick Miller Lesidney Ragland                                                                                    | ATL Jacob TooDope! Hendrix Smoke Bak Frankie Bash | 3:36                                        |
| 8.                                          | «Everybody»                                 | Maraj Woods Henry Goods Mortensen | DJ Smallz 732 Kobang [c]                          | 2:05                                        |
| 9.                                          | «Super Freaky Girl»                         | Maraj Gamal Lewis James Miller Gottwald Joseph Miller Oliver                                                                                                 | Dr. Luke Malibu Babie Oliver Joseph               | 2:50                                        |
| 10.                                         | «Bahm Bahm»                                 | Maraj Goods Carpenter | Kobang Jess Carp                                  | 2:21                                        |
| 31:10                                       |                                             | |                                                   |                                             |

Нотатки
- ↑  означає співпродюсера
- ↑  позначає додаткового продюсера

Sample credits
- «Are You Gone Already» містить семпл з «When the Party's Over», написана Finneas O'Connell у виконанні Billie Eilish.
- «Barbie Dangerous» містить зразки з «Notorious Thugs», написана Christopher Wallace, Anthony Henderson, Bryon McCane, Steven Howse, Sean Combs, та Steven Jordan у виконанні The Notorious B.I.G. та Bone Thugs-N-Harmony.
- «FTCU» містить семпли з альбому «Fuck the Club Up», написаного Juaquin Malphurs та Joshua Luellen у виконанні Waka Flocka Flame.
- «Pink Birthday» містить уривки з «Pornography», написана Jacques Webster, Leland Wayne, Michael Dean, та Sonny Uwaezuoke у виконанні Travis Scott, яка сама по собі є зразком пісні «Expectation», написаної Peter Mellin у виконанні Ache.
- «Everybody» містить семпл з «Move Your Feet», написана Jesper Mortensen у виконанні Junior Senior.
- «Red Ruby da Sleeze» містить семпл з «Never Leave You (Uh Oooh, Uh Oooh)», написана Lumidee Cedeño, Teddy Mendez, Edwin Perez та Steven Marsden у виконанні Lumidee.
- «Forward from Trini» містить семпл з Dave Kelly's «Stink» та «Showtime» riddims.[18]
- «Pink Friday Girls» містить семпл з «Girls Just Want to Have Fun», написана Robert Hazard у виконанні Cyndi Lauper.
- «Super Freaky Girl» містить семпл з «Super Freak», написана James Johnson Jr. та Alonzo Miller у виконанні Rick James.
- «My Life» містить семпл з «Heart of Glass», написана Debbie Harry and Chris Stein у виконанні Blondie.
- «Just the Memories» містить семпл з «Stop Live in a de Pass», написана Moses Davis, Lynford Marshall, Colin York, John Bristol, Jerry Butler, James Dean та John Glover у виконанні Beenie Man.